# Au Revoir
Au Revoir è un singolo del trio dance tedesco Cascada, pubblicato nel 2011 ed estratto dall'album Original Me.

## Tracce
- Download digitale

1. Au Revoir (Radio Edit) – 3:08
2. Au Revoir (DJ Gollum Radio Edit) – 3:28
3. Au Revoir (Mondo Radio Edit) – 3:26
4. Au Revoir (DJ Gollum Remix) – 4:56
5. Au Revoir (Mondo Remix) – 5:31
6. Au Revoir (Jorg Schmid Remix) – 4:40
7. Au Revoir (Christian Davies Remix) – 5:22